# Carl Ludewig von Holle

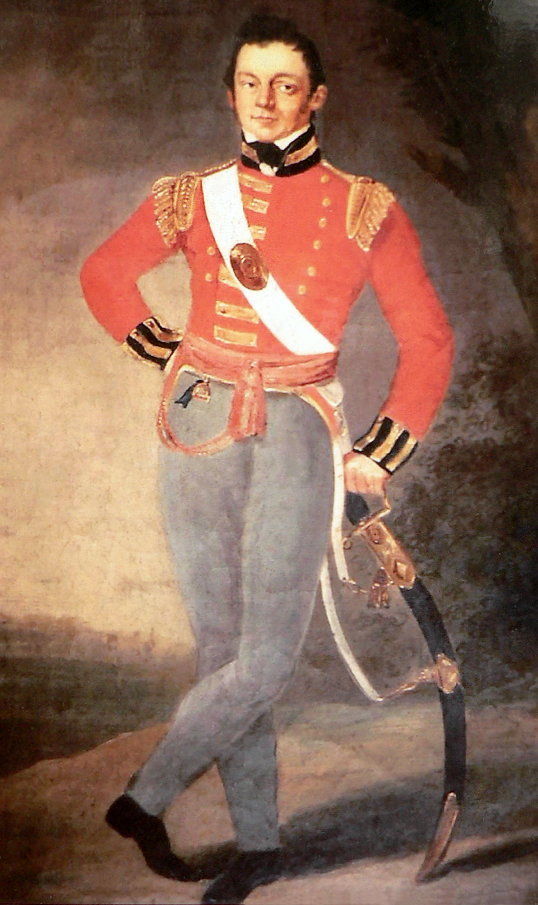
Carl Ludewig von Holle

Carl Ludewig von Holle (auch: Carl Ludwig von Holle; vollständiger Name Ernst Karl Ludwig von Holle; geboren 18. Mai 1783 in Eckerde; gestorben 18. Juni 1815 in der Schlacht bei Waterloo) war ein deutscher Offizier.

## Leben
Holle entstammte dem zum niedersächsischen Uradel zählenden und Anfang des 12. Jahrhunderts erstmals erwähnten Adelsgeschlecht von Holle. Er wurde auf dem später an die Familie v. Illten-Ausmeyer übergegangenen Rittergut Eckerde II geboren, wurde aber früh Vollwaise. Daher wurden er und seine neun Geschwister in die Obhut zu verschiedenen Adelsfamilien gegeben, er selbst kam auf das Rittergut Franzburg in Gehrden, wo er gemeinsam mit dem aus dem Geschlecht von Reden stammenden Otto von Reden aufwuchs.
Im Zuge der Befreiungskriege gegen die französischen Besatzungstruppen unter der Vorherrschaft von Napoleon Bonaparte schloss sich von Holle der deutsch-britischen Königlich Deutschen Legion (KGL) an. Als Lieutenant im 1. Linien-Bataillon wurde er am 27. Juni 1809 schwer verwundet.
Zuletzt kämpfte er im Rang eines Capitains – ähnlich wie sein Jugendfreund von Reden, der eine von ihm selbst geworbene Kompanie des nach Friedrich von Kielmansegg benannten Kielmannseggeschen freiwilligen Jägerkorps leitete  – in der Schlacht bei Waterloo.

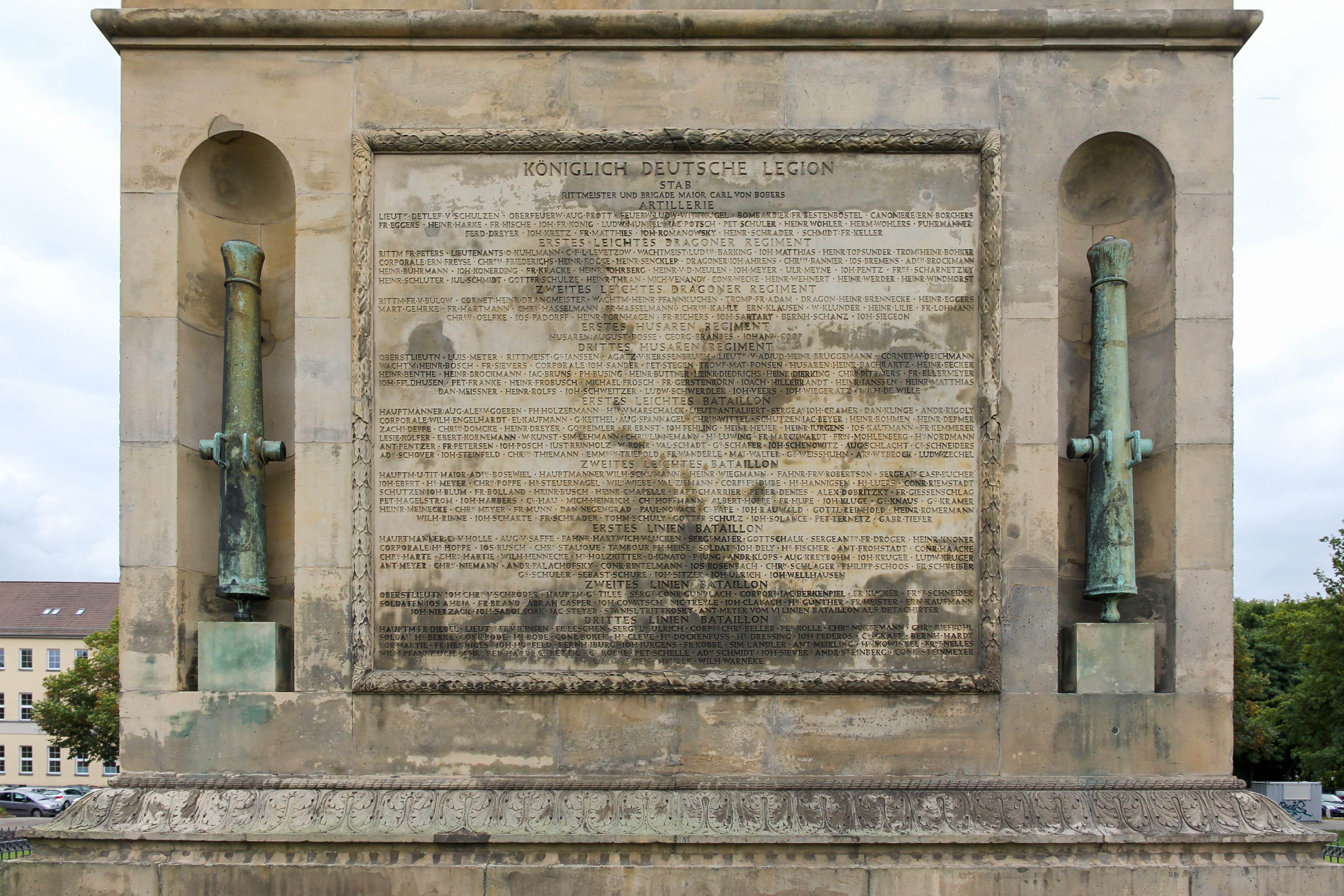
An der Waterloosäule in Hannover findet sich unter der Überschrift Erstes Linien Bataillon der abgekürzte Name für den Hauptmann „C.L V Holle“

Von Holle fiel in der Schlacht bei Waterloo, hatte aber zuvor ein Tagebuch verfasst, das sich im Depositum der Familie von Holle im Niedersächsischen Landesarchiv (Abteilung Hannover) erhalten hat. Zudem haben sich aus seiner Militärzeit verschiedene Papiere erhalten (siehe Literatur).

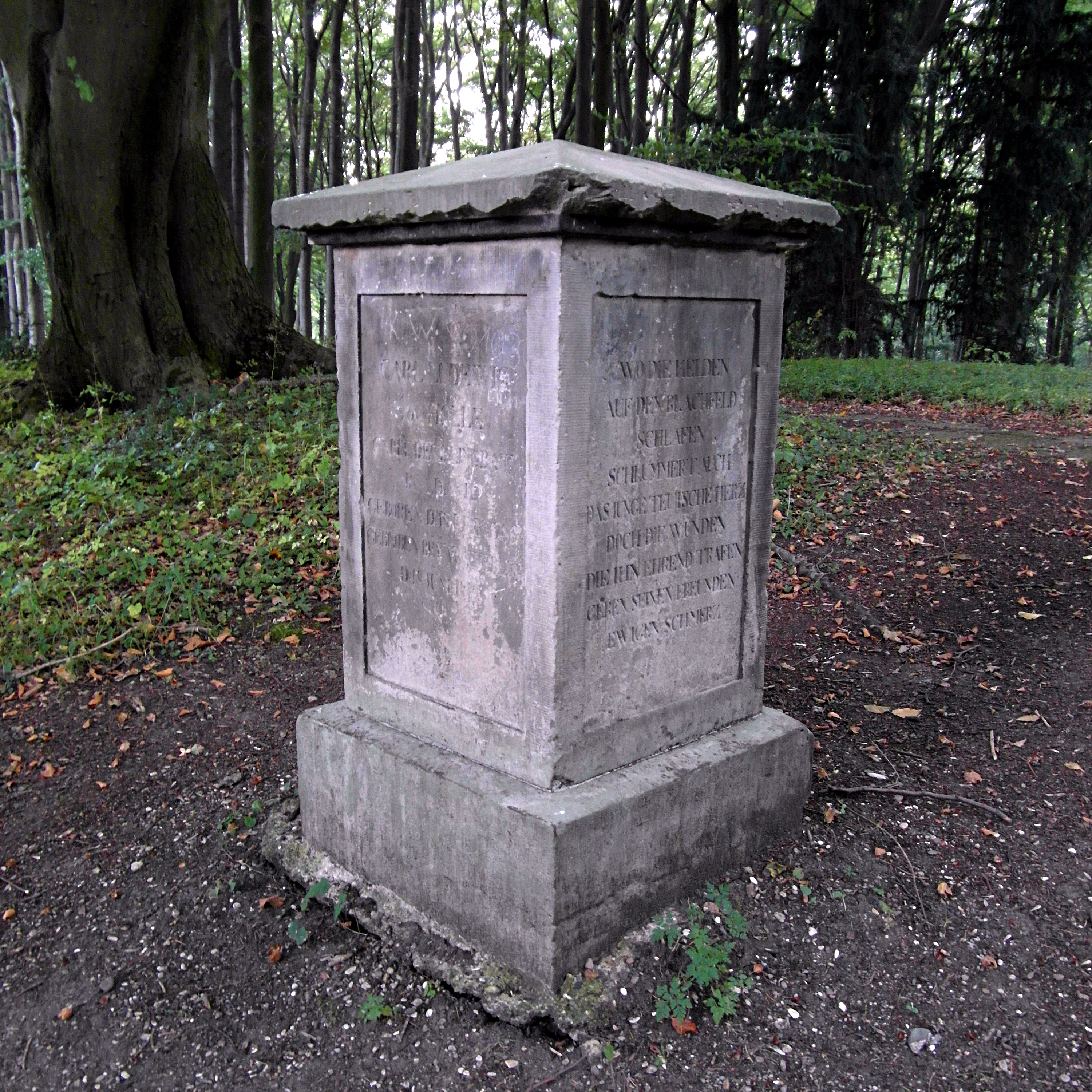
Das Holle-Denkmal auf dem Suerser Berg bei Gehrden

Nach von Holles Tod errichteten Freunde und Otto von Reden auf dem Suerser Berg, einer Kuppe des Gehrdener Berges, das Holle-Denkmal. Um 2016 ließ Heimatbund-Gruppe Gehrden dort zudem eine illustrierte Informationstafel aufstellen.
Der Name von Holles findet sich aber auch auf dem Denkmal für die Hannoveraner bei Waterloo sowie an der Waterloosäule in Hannover.

## Archivalien
Archivalien von und über Carl Ludewig von Holle finden sich beispielsweise
- als Tagebuch Holles in den nichtstaatlichen Beständen Familien und Gutsarchive des Niedersächsischen Landesarchivs (Abteilung Hannover), Bestand Familie von Holle, Rittergut Eckerde II: Urkunden und Akten, Archivsignatur NLA HA Dep. 130[3]